# 遠い約束
「遠い約束」（とおいやくそく）は黒沢薫（ゴスペラーズ）がソロ活動を開始してから最初のシングルである。

## 収録曲
1. 遠い約束 (6:29)
  - 作詞：相田毅 / 作曲：黒沢薫・妹尾武 / 編曲：武部聡志

トヨタ自動車のミニバン「Isis」、P&Gのヘアケアブランド「パンテーン」のCMソング
2. Ribbon In The Sky featuring Senoo (5:33)
  - 作詞・作曲：Stevie Wonder

"featuring Senoo"とあるように、妹尾武がピアノを弾いている。
3. 遠い約束(no read version) (6:29)